# 黄棉木
黄棉木（学名：Metadina trichotoma）为茜草科黄棉木属下的一个种。